# المسخ (رواية)
المسخ أو التَّحَوُّل أو الانمساخ (بالألمانية: Die Verwandlung) هي رواية قصيرة كتبها الروائي الألماني فرانز كافكا، نُشرت لأول مرة عام 1915. وهي من أشهر أعمال القرن العشرين وأكثرها تأثيرًا، حيث تتم دراستها في العديد من الجامعات والكليًات في العالم الغربي. وقد وصفها الكاتب البلغاري إلياس كانيتي بكونها «أحد الأعمال القليلة الرائعة، وأحد أفضل أعمال الخيال الشعري المكتوبة في هذا القرن».

## حبكة
تبدأ القصة بتاجر مسافر اسمه جريغور سامسا، الذي يستيقظ ليجد نفسه قد تحوّل إلى حشرة بشعة.
في السطر الأول من " التحول يصدم " كافكا " القارئ بهذا التحول الرهيب حيث يقول: " استيقظ جريجور سامسا ذات صباح بعد أحلام مزعجة، فوجد نفسه قد تحول في فراشِه إلى حشرة هائلة الحجم ". " جريجور "، هذا العامل البسيط، البائس بوظيفته التي تجبره علي الاستيقاظ مبكراً ليلحق بقطاراته كي يجوب المدن بائعاً متجولاً، في شقاء يومي متكرر، بالكاد يحقق له دخلاً يستطيع به أن يعول أسرته. ويجري " كافكا " هذا الحدث غير الواقعي، وغير محتمل الوقوع، في مجاري واقعية تماماً، موهماً القارئ بصدق هذا الكابوس، والذي تمنَّى " جريجور/ المتحول " أن يكون هذا مجرد حلماً مزعجاً سرعان ما يستيقظ منه، لكنه أيقن بتوالي الأحداث استحالة أمنياته. عندما ترتعش أطرافه المفصلية الحشرية في محاولاته اليائسة للنهوض من فراشه حيث تسبب له الألم، وعندما يضطر للرد علي أسرته القلقة بسبب تأخره في النوم علي حالته الجديدة، ويصافح مسمعيه هذا الصوت الرفيع الغريب الذي هو بالتأكيد صوته غير البشري، ولا تقتصر مأساة هذا البائس فيما بعد في عجزه عن المواءمة مع هذا التحول القدري، بل تتعداه إلى موقف الأسرة السلبي منه ـ فيما عدا أخته التي كانت تؤثره في محنته ـ حين تبتعد عنه مع مرور الوقت وتفاقم أزمته الوجودية، ثم هي تدفعه للاختفاء بعيداً عن الأعين، ثم وهي تبلور مشاعرها لمشاعر باردة وغير إنسانية بالمرَّة، برغبة جماعية في التخلص منه، حتى ولو كان الثمن هو الموت، فالارتباط المادي الذي يربطهم به قد انقطع صبيحة التحول الحشري مع توقفه عن العمل، بالفعل يموت " جريجور "، ماذا يمكنه أن يفعل غير الموت؟، بعد أن أرهق " كافكا " القارئ بالتفصيلات الحياتية اليومية الكابوسية، التي تؤكد أن مجرد البقاء علي هذه الصورة أمراً مرعباً وغير محتمل، وأن الانتحار هو الحل الوحيد الممكن.

## نقد
يقول روجيه جارودي عن «كافكا» وعالمه السوداوي أنه خلق هذا العالم بمواد عالمنا مع إعادة ترتيبها وفقاً لقوانين أخرى تماماً كما فعل الرسامون التكعيبيون في نفس الفترة. وتنتمي المسخ إلى المذهب العبثي في الأدب. وتعالج موضوعات مرتبطة بالحداثة كالاغتراب الذي يعد من أهم سمات المجتمع الحديث الرأسمالي. كما يذكر إبراهيم مجمود في كتابه الاغتراب الكافكاوي«إنّ المرء هو مغترب كيف كان اختياره. فالخضوع للقوانين غير الأخلاقية يعني طلاق كل ما هوإنساني فيه، وعدم الخضوع يعني الفناءوهذا ما حدث مع جريغور سامسا. كيف صار مسخاً؟ لأنه حاول الخروج عن القانون الذي يقتل فيه انسانيته في مجتمع مرعب». ويعاني جريجور من الاغتراب على مستويات عدة. اغتراب عن العمل والأسرة والمجتمع والجسد وحتى عن نفسه.

## في السينما والتلفزيون
سنة 1976 أخرج المخرج السويدي إيفو دفوراك فيلما مستوحا من الرواية. وتحولت رواية المسخ إلى فيلمين طويلين، واحد من روسيا والآخر من الأرجنتين، وإلى فيلمين قصيرين وفيلم رسومي قصير أنتج عام 1977 باسم تحول السيد سامسا للأمريكية كارولين ليف. كما نقلت الرواية إلى التلفزيون من خلال أربعة مسلسلات ابتداء من سنة 1975، أبرزها المسلسل البريطاني المنتج عام 1987 والذي يحمل نفس اسم الرواية وقام فيه الممثل تيم روث بأداء شخصية المسخ غريغور سامسا.

## وصلات خارجية
- رواية المسخ على موقع الموسوعة البريطانية (الإنجليزية)